# Poa kenteica
Poa kenteica là một loài thực vật có hoa trong họ Hòa thảo. Loài này được N.R.Ivanov miêu tả khoa học đầu tiên năm 1938.